# День Тетяни
Тетянин день (укр. Тетяна Водохресна) — християнське і народне свято, яке припадає на 12 січня за григоріанським календарем. Назване на честь святої Тетяни (Тетяни Римської), християнської мучениці, яка була страчена в часи правління римського імператора Александра Севера (лат. Marcus Aurelius Severus Alexandrus).

## Святкування в Російській імперії
12 (23) січня 1755 року, на честь іменин матері фаворита імператриці генерал-ад'ютанта Івана Шувалова Тетяни Родіоновної, Єлизавета Петрівна підписала указ «Про заснування Московського університету». Оскільки це відбулося в день святої Тетяни, то російські студенти й святкують «Тетянин день» як День студента.
Пізніше в університетському кампусі була церква святої Тетяни, а сама свята проголошена Російською православною церквою святою покровителькою студентства.